# Levin Karl von Hohnhorst
Levin Karl von Hohnhorst oder Levin Georg Karl Freiherr von Hohnhorst, auch  Georg Carl Levin von Hohnhorst und Karl Georg Levin von Hohnhorst (geboren am 3. Juni 1772 in Celle; gestorben am 19. März 1836 in Mannheim) war ein deutscher Jurist, Kanzleirat, Reichskammergerichts-Assessor, Staatsrat und Oberhofrichter.

## Leben
Der Abkömmling des niedersächsischen Uradelsgeschlechtes von Hohnhorst wurde im Kurfürstentum Braunschweig-Lüneburg während der Personalunion zwischen Großbritannien und Hannover geboren. Er besuchte von 1786 bis 1790 die Ritterakademie Lüneburg und studierte anschließend von 1790 bis 1794 Rechtswissenschaft an der Georg-August-Universität in Göttingen.
1794 bis 1802 wirkte er erst als Auditor, dann als Hof- und Kanzleirat am Hofgericht Celle. Von 1802 bis 1806 arbeitete er als Reichskammergerichtsassessor in Wetzlar. Ab 1810 wirkte er als Staatsrat und Kanzler im Großherzogtum Baden in Mannheim. Sein Name steht im Bezug zu der 1820 datierten Schrift Vollständige Uebersicht der gegen Carl Ludwig Sand, wegen Meuchelmordes, verübt an dem K. Russischen Staatsrath v. Kotzebue, geführten Untersuchung.
Von 1830 bis 1836 wirkte von Hohnhorst als Oberhofrichter am Badischen Oberhofgericht in Mannheim beziehungsweise als Präsident des Großherzoglichen Oberhofgerichts.